# Andrej Grigorjevič Škuro
Andrej Grigorjevič Škuro (rusky Андре́й Григо́рьевич Шкуро́), narozen 19. ledna 1887 v kozácké stanici Paškovskaja (rusky станица Пашковская) poblíž Krasnodaru - popraven 16. ledna 1947 v Moskvě, byl kubáňský kozák, vojenský velitel a generálporučík wehrmachtu.

## Mládí
Narodil se v důstojnické rodině kozáka, matka byla dcerou popa. Jako kozák byl předurčen k vojenské dráze. Absolvoval moskevskou kadetní školu a dále Nikolajevskou jízdní školu v Petrohradě. 
V květnu 1907 ukončil studia a stal se členem 1. umanského kozáckého pluku Kubáňské kozáckého vojska dislokovaného v pevnosti Kars. Zúčastnil se operací proti proosmanským ozbrojencům v Persii v rámci ruského expedičního sboru. V bojích se vyznamenal a v roce 1907 obdržel Řád svatého Stanislava 3. stupně.
V roce 1908 byl převelen k 1. Jekatěrinodarskému kozáckému pluku a v této době se oženil s Taťánou Sergejevnou Potapovou. Spolu s ní v rámci svatební cesty navštívil Německo, kde studoval výrobu betonových tvárnic. Po návratu na Kubáň založil továrnu na jejich výrobu, ale klidný život podnikatele nebyl nic pro něj. V roce 1913 se připojil k expedici do východní Sibiře, která z pověření cara měla za cíl zmapovat ložiska zlata.

## První světová válka
Po vypuknutí první světové války se nacházel na východní Sibiři. Po návratu na rodnou Kubáň byl zařazen jako velitel čety ke 3. Chopjorskému pluku. S tímto vojenským útvarem prodělal těžké boje v Haliči. Byl v nich několikrát zraněn, projevil vysokou statečnost a obratné velení v bojovém nasazení. Za to obdržel Řád svaté Anny 4. stupně.
V květnu 1915 obdržel vyznamenání Zbraň svatého Jiří (Zlatá zbraň za chrabrost). Podle jeho pamětí jej obdržel za zajetí velkého množství rakouských vojáků včetně děl a kulometů v bitvě u Radomi, které se zúčastnil spolu s donskými kozáky.
Byl také 5. května 1915 jmenován v carském rozkazu (rusky высочайший приказ), že s nasazením svého života tváří v tvář nebezpečí navázal a po celou dobu udržoval spojení mezi divizemi na frontě. Za své bojové výkony byl také v roce 1915 povýšen na esaula. 
Po zotavení z utrpěného zranění na noze navrhl velení armády projekt na vytvoření oddílu speciálních sil. Po obdržení souhlasu byl pod jeho velením zformován v lednu 1916 Kubáňský jizdní oddíl zvláštního určení, který operoval za nepřátelskými liniemi v Minské gubernii a oblasti Jižních Karpat. Cílem jeho oddílů bylo ničení mostů, skladů munice a napadání nepřátelských konvojů v týle nepřítele. Jeho oddíl měl černou zástavu s vyobrazením vlčí hlavy a bojový pokřik v podobě vlčího vytí, proto získal název Vlčí setnina (rusky волчья сотня). Oddíl si získal na frontě výbornou reputaci a německé velení na Škurovu hlavu vypsalo odměnu 60 000 rublů. Škuro to okomentoval slovy: 
| „                                                          | Vida, moje hlava je Němcům milejší než mně samotnému. | “ |
| — Andrej Grigorjevič Škuro komentuje odměnu vypasnou Němci |                                                       |   |

Generál Wrangel, který měl se Škurem osobní spory, však jeho činnost hodnotil velmi negativně:
| „                 | Znal jsem plukovníka Škura a jeho práci v čele partyzánského oddílu... Oddíl plukovníka Škura operující v oblasti XVIII. sboru, jehož součástí byla i moje ussurijská divize, se většinou poflakoval v týlu, kde pil a loupil. Až nakonec na naléhání velitele sboru Krymova byl odvolán z oblasti působení sboru. | “ |
| — Generál Wrangel | |   |

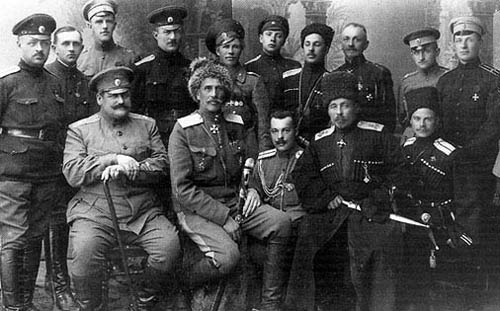
Důstojníci 3. jízdního sboru. Ve spodní řadě první zprava A. G. Škuro.

V roce 1916 Škurův oddíl operoval poblíž Kišiněva, kde prováděl nájezdy na týl německých jednotek na rumunské frontě. Po únorové revoluci, kdy odmítal uznat Prozatímní vládu, byl převelen na Kavkazskou frontu, kde bojoval proti osmanským jednotkám. Podnikal bojové akce hluboko v týlu nepřítele a dokonce navázal styk s britskými jednotkami v Mezopotámii. Po uzavření příměří s Osmanskou říší kryl stahování ruských jednotek z Persie.
V prosinci 1917 svůj oddíl rozpustil a vrátil se na severní Kavkaz. V situaci rozvíjející se občanské války byl v blíže neurčených bojích zraněn, poté dlouhodobě léčen v nemocnici a následně zatčen rudými. Byl propuštěn na čestné slovo, že nebude bojovat proti Rudé armádě. Toto slovo porušil a s oddílem 80 kozáků uprchl na Kubáň.

## Občanská válka
V Ruské občanské válce bojoval na straně bílé armády od května 1918. Jeho záliba v nekonvenčním způsobu boje ho přivedla k formování partyzánského oddílu v oblasti Kislovodska. Zde byl opět zatčen vojenským komisařem Rudé armády. Byl eskortován do Vladikavkazu, kde měl být souzen za kontrarevoluční činnost. Byl však podmínečně propuštěn.
V květnu - červnu 1918 prováděl diverzní operace v okolí měst Stavropol, Jessentuki a Kislovodsk kontrolovaných sověty. V červnu 1918 se mu podařilo Stavropol obsadit a docílit tak spojení s dobrovolnickou armádou generála Děnikina. Jeho vojáci město vyplenili a brutálně se vypořádali s příznivci sovětské moci.
V době existence Kubáňské lidové republiky v listopadu 1918 se stal členem Kubáňské rady, což byla politická organizace Kubáňského kozáckého vojska. Byl příznivcem myšlenky jednotného imperiálního Ruska a stavěl se proti separatistům, kteří prosazovali samostatnost Kubáně. 22. listopadu 1918 byl jmenován velitelem 1. kavkazské kozácké divize a 30. listopadu 1918 byl povýšen na generálmajora. V prosinci 1918 byl Kubáňskou radou vyznamenán Křížem spásy Kubáně 1. stupně. 
Počátkem roku 1919 se účastnil bojů na Kavkaze a jeho jednotky obsadily města Jessentuki (29. prosince 1918) a Kislovodsk (5. ledna 1919).  Za jeho odvahu a bojové výkony byl oceněn titulem čestný starší několika kozáckých stanic. Proslul také jako schopný představitel civilní správy, když organizoval výrobu granátů, nábojů, látek, bot a oděvů pro zásobování bílé armády. Staral se také o obnovu válkou poničených vesnic, ale na druhé straně byl také lupičem a opilcem, který se nezdráhal pro své obohacení použít jakékoliv metody.
V průběhu ledna roku 1919 byli jeho vojáci nuceni ustupovat z oblasti kolem města Kislovodska, kde se jim podařilo zachránit před rudými představitele šlechty a čelné podnikatele, kteří ve městě uvízli. Po této porážce zavládla na bílém území v Kubáni vlna vlastenectví a pod prapor Škurova oddílu se přihlásilo zhruba pět tisíc vojáků.
Na jaře v roce 1919 působily Škurovy jednotky také v oblasti Donu, kde se jim zdařilo zajmout celkem pět tisíc zajatců z řad Rudé armády a dva obrněné vlaky. Dále se mu podařilo rozbít jízdní uskupení Machnovy armády. Za tyto činy byl ve svých 32 letech povýšen do hodnosti generálporučíka a potvrzen v pozici velitele jezdeckého sboru složeného ze dvou divizí.
V létě 1919 se zúčastnil bojů o města Charkov a Jekatěrinoslav. Za statečnost po boku britských jednotek v těchto bojích mu král Jiří V. dne 2. července 1919 udělil Řád lázně. Během Děnikinova moskevského tažení dne 17. září 1919 splnil spolu s generálem Mamontovem zadaný úkol obsadit Voroněž, přičemž získal značné množství zajatců a ukořistil spousty zbraní. V říjnu 1919 jeho oddíly vytlačila Buďonného jízda v rámci Orelsko-kromské operace a Škuro začal stahování jeho útvaru zpět na jih. V průběhu ústupu se projevil rozklad morálky v jeho oddílech zvyklých žít z kořisti a početní stav se snížil na 500 mužů. Jeho sbor ustoupil do Novorossijska, kde ale nedostal prostor na evakuačních lodích, a proto pokračoval v ústupu na Krym, kde byl jeho oddíl rozpuštěn.
V roce 1920 byl pověřen vytvořením nového kubáňského vojska, ale jím zformované jednotky byly převedeny pod velení generála Ulagaje a on sám byl pro vojenské neúspěchy z armády propuštěn generálem Wrangelem, který mu morální rozklad jednotek dával za vinu. V květnu 1920 se tak ocitl v exilu.

## Emigrace
Nejprve se úchylil do Turecka a poté žil v Paříži. Zde se v letech 1920-1921 zrodila jeho kniha Zápisky bílého partyzána (rusky Записки белого партизана pod ISBN 978-5-91631-328-4), která poprvé vyšla až v roce 1961 v Buenos Aires. Na živobytí si vydělával pomocí ukázek jezdeckého umění kubáňských kozáků. Jeho první představení se konalo 25. května 1925 spolu se skupinou kozáckých jezdců a přilákalo na Velodrom Buffalo v Paříži 20 tisíc diváků. Pobýval také v Berlíně. Hrál kompars v němých filmech. Ve filmu Tisíc a jedna noc hrál v komparsu tureckého velmože. Setkání s ním při natáčení filmu popisuje Alexandr Věrtinskij takto:
„Z hlavní role do komparsu!", myslel jsem si. "Od impozantních generálů po falešné filmové vojáky!... Opravdu, osud si s člověkem zahrává."
Alexandr Nikolajevič Věrtinskij, Dlouhá cesta, Moskva 1990 ISBN 5-253-00063-1, str. 576
Dne 1. prosince 1931 se natrvalo stěhuje do Království Srbů, Chorvatů a Slovinců a svou ženu zanechává v Paříži. V komunitě kubáňských kozáků na území království podniká v železničním stavitelství, ve kterém zaměstnává své kozácké souputníky.

## Druhá světová válka

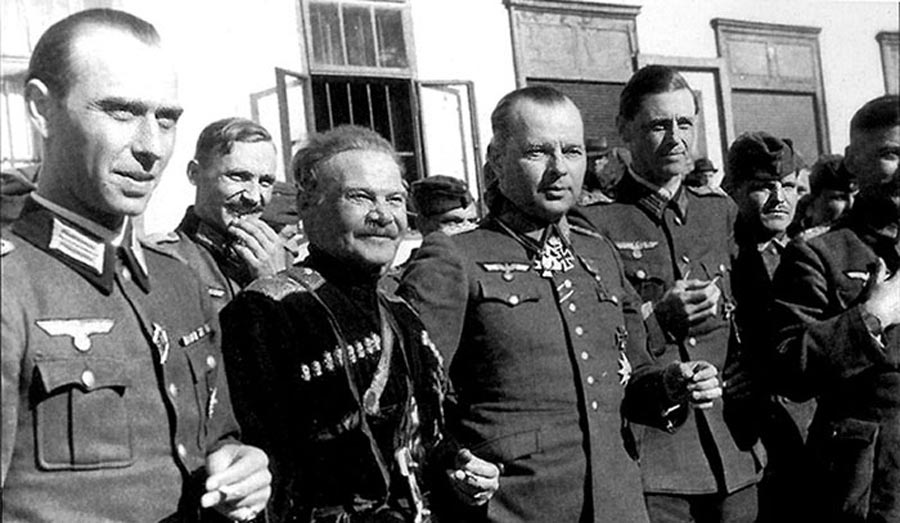
Generál Škuro (druhý zleva) a generál von Pannwitz (třetí zleva) v roce 1943.

Po napadení SSSR Německem zastával názor, že všechny prostředky k boji s bolševiky jsou správné, podporoval stranu atamana P. N. Krasnova a spojení s Třetí říší. Škuro se aktivně nezúčastnil bojů druhé světové války, ale působil jako velitel tzv. zálohy kozáckých vojsk pod velením generála von Pannwitze, viz také přiložená fotografie. Podle výsledků poválečného sovětského vyšetřování navštívil Kubáň v roce 1942, kde agitoval kozáky do protisovětských útvarů.
Dne 26. srpna 1944 se uskutečnilo jednání mezi von Pannwitzem a Himmlerem, na kterém bylo dohodnuto přeřazení kozáckých jednotek pod Zbraně SS. Velitelské hodnosti a struktura zůstala stejná jako u wehrmachtu, SS se starala o zásobování a vybavení jednotek. V roce 1944 byl Škuro zvláštní rozkazem Reichsführera-SS Himmlera jmenován velitelem záložní armády kozáckých vojsk při generálním štábu vojsk zbraní SS. Škuro však nebyl příslušníkem Zbraní SS. Měl za úkol nábor dobrovolníků do kozáckých útvarů. Jím vycvičení vojáci byli nasazeni v boji s partyzány na území okupované Jugoslávie a v Nezávislém státě Chorvatsko. Jeho kozáci byli zařazeni do ozbrojených sil KONR.
V březnu roku 1945 během ústupu kozáckých jednotek se pokusil vytvořit znovu Vlčí oddíl, ale s ohledem na situaci na frontách už jeho plán nebyl realizován. 

## Zajetí, soud a trest
Škurova skupina se dostala do střetu se sovětskými vojsky i po německé kapitulaci a poslední střet je zaznamenán k 15. květnu 1945. Poté se ocitl v táboře poblíž městečka Lienz. Zde se Škuro se dostal do sporu s Timofejem Ivanovičem Domanovem o velení nad kozáky, kterým měl velet Škuro na základě pokynu od generála Vlasova. Jejich spor rozhodly britské síly, které 26. května 1945 v 8:00 ráno Škura zatkly pod záminkou, že ho budou převážet na nové umístění jejich štábu. Ve skutečnosti jej spolu s dalšími veliteli odvezli do Spittalu, kde byl zajištěn v táboře pro osoby určené k předání do SSSR. 4. července 1945 byl vydán spolu s dalšími osobami do SSSR v rámci operace Keelhaul. Když mu bylo oznámeno, že bude vydán do SSSR, hodil britskému důstojníkovi svůj Řád lázně pod nohy jako výraz pohrdání jeho zrádným chováním.

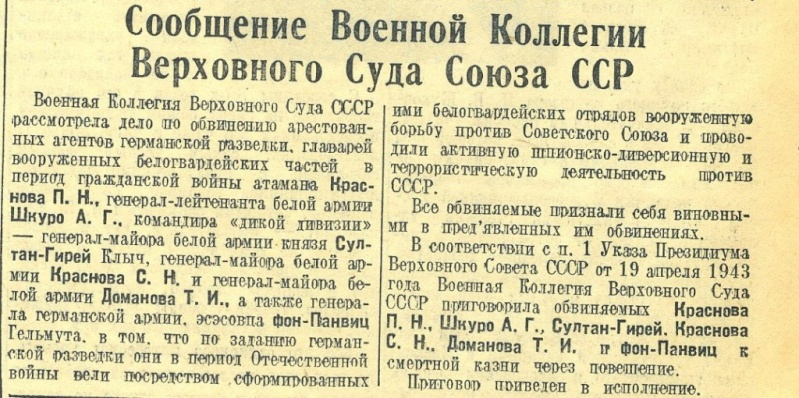
Zpráva deníku Pravda o jeho procesu a odsouzení.

Byl souzen v procesu spolu s Vlasovem, Krasnovem P. N., Domanovem, Krasnovem S.N., von Pannwitzem a Girejem-Kličem před Vojenským kolegiem Nejvyššího soudu SSSR za obvinění podle článku 1 dekretu Prezídia Nejvyššího sovětu z 19. dubna 1943, O výměře trestů pro německo-fašistické zločince vinné z vražd, mučení sovětského civilního obyvatelstva a zajatých rudoarmějců, pro špióny, zrádce vlasti z řad sovětských občanů a pro jejich pomocníky. S ohledem na jeho neúčast v bojových akcích na území okupovaných částí SSSR a fakt, že nebyl občanem SSSR, neměl být souzen podle tohoto dekretu. Přesto byl odsouzen k trestu smrti oběšením. Popraven byl v Moskvě 16. ledna 1947 týž den po vynesení rozsudku.
25. prosince 1997 rozhodnutím Vojenského kolegia Ruské federace byl prohlášen za osobu nepodléhající rehabilitaci. 
V roce 2009 po něm byla pojmenována ulice na předměstí Novorossijska, která ale byla v únoru 2016 přejmenována.